# Åkullsjön
Åkullsjön is een plaats in de gemeente Robertsfors in het landschap Västerbotten en de provincie Västerbottens län in Zweden. De plaats heeft 137 inwoners (2005) en een oppervlakte van 34 hectare. De plaats ligt aan het gelijknamige meer Åkullsjön.